# يوهان بيتر يوهانسون
يوهان بيتر يوهانسون (بالسويدية: Johan Petter Johansson) هو مخترع ومهندس صناعي وحداد سويدي ولد في يوم 12 ديسمبر 1853 في بلدة فارغاردا في السويد. هو معروف بكونه مخترع أداة مفتاح صمولة ضبوط ومفتاح السباكة. توفي في يوم 25 أغسطس 1943.